# Universiteit voor Wetenschap en Technologie van Benin
De Universiteit voor Wetenschap en Technologie van Benin (Frans: Université des Sciences et Technologies du Bénin) is een particuliere universiteit met zetel in Cotonou.
Zij werd in 1996 opgericht door professor Frédéric Dohou.